# Teohar Mihadaș
Teohar Mihadaș (n. 9 noiembrie 1918, Turia, Grecia – d. 29 noiembrie 1996, Cluj) a fost un educator, eseist, poet și prozator din România, de origine aromână.

## Biografie
Născut într-o familie aromână, Teohar Mihadaș a urmat cursurile școlii române din comuna natală, după care s-a înscris la liceul român din Grevena (Grecia), unde a stat timp de trei ani. S-a transferat apoi la Liceul Timotei Cipariu din Dumbrăveni. După ce și-a luat bacalaureatul la Blaj, a urmat cursurile Facultății de Litere și Filosofie a Universității București, pe care a absolvit-o în 1943.
A participat la luptele din zona Gurahonțului în toamna anului 1944. A lucrat ca profesor de limba română, limba franceză, limba latină și filosofie la școli din Bistrița și Năsăud până în 1948, după care a fost arestat, fiind suspectat de activitate împotriva noului regim. Pentru a se întreține a efectuat până prin 1961 diferite munci sezoniere (culegător de zmeură, săpător de fântâni, paznic etc.) în zona Bistrița, iar ulterior a lucrat la Cluj ca muncitor, om de serviciu, ș.a.m.d.
În 1964 a fost numit secretar literar girant la Teatrul Național din Cluj, iar între 1970 și 1973 a fost redactor-șef la revista Tribuna.
Din cauza opiniilor sale, a fost persecutat de către autoritățile comuniste, fiind încarcerat timp de 7 ani. A fost unul dintre cei care au semnat a treia scrisoare deschisă a Doinei Cornea către Nicolae Ceaușescu împotriva sistematizării satelor.

## Opera
- Ortodoxie păgână, București, 1941
- Țărâna serilor, București, 1967
- Tărâmul izvoarelor, București, 1968
- Reminiscențe, București, 1969
- Trecerea pragurilor, București, 1972
- Elegii, București, 1975
- Nimburi, Cluj Napoca, 1977
- Pâinile punerii nainte, Iași, 1979
- Frumoasa risipă, Cluj Napoca, 1980
- În lumina înserării, București, 1982
- Înstelatele oglinzi, Cluj Napoca, 1984
- Înaltele acele vremi, Cluj Napoca, 1987
- Orfica tăcere, Cluj Napoca, 1988
- Pe muntele Ebal, Cluj Napoca, 1990
- Steaua câinelui, Cluj Napoca, 1991
- Pinii de pe Golna, Cluj Napoca, 1993
- Crepuscularele vitralii, Cluj Napoca, 1993
- Chemări spre nicăieri și niciodată. Poezii 1985-1995, București, 1996
- Străinul de la miezul nopții, Cluj Napoca, 1996
- Catrene, Cluj Napoca, 1999
- În colț lângă fereastră, Cluj Napoca, 2000

## Premii și distincții
- Premiul Asociației Scriitorilor din Cluj-Napoca, 1975
- La Biblioteca județeană „Octavian Goga” din Cluj are loc un cenaclu literar-artistic care îi poartă numele

## Literatură suplimentară
- Nicolae Manolescu, Contemporanul, nr. 2, 1968
- Mircea Iorgulescu, Luceafărul, nr. 47, 1972
- Lucian Raicu, România literară, nr. 24, 1975
- Marian Papahagi, Tribuna, nr. 2, 1985
- Nicolae Steinhardt, Steaua, nr. 1, 1986
- Monica Lovinescu, Familia, nr. 10, 1991
- Eugen Simion, România literară, nr. 31, 1993